# Skyrunner World Series 2025
Le Skyrunner World Series 2025 sono la 25ª edizione delle Skyrunner World Series, manifestazione annuale organizzata dalla ISF. I detentori del titolo 2024 sono lo svizzero Roberto Delorenzi e la russa Anastasia Roubtsova.

## Calendario
Le gare in programma per l'anno 2025 saranno 24, in 16 paesi e 4 continenti diversi. 
Il calendario prevede 23 gare SkyRace e una finale denominata SkyMasters.
| Nome gara                                  | Lunghezza | Disl. pos. | Luogo                        | Data              |
| ------------------------------------------ | --------- | ---------- | ---------------------------- | ----------------- |
| Acantilados del Norte Skyrace              | 29 km     | 2 250 m D+ | La Palma, Spagna             | 22 marzo 2025     |
| Mexico Sky Challenge                       | 35 km     | 3 555 m D+ | Orizaba, Messico             | 29 marzo 2025     |
| Calamorro Skyrace                          | 27,5 km   | 2 270 m D+ | Benalmadena, Spagna          | 5 aprile 2025     |
| Andes Mountain Marathon                    | 35 km     | 3 500 m D+ | Santiago, Cile               | 12 aprile 2025    |
| SkyRace des Matheysins                     | 25 km     | 1 930 m D+ | Saint-Honoré, Francia        | 20 aprile 2025    |
| Kailas Penang Skyrace                      | 30 km     | 2 283 m D+ | George Town, Malaysia        | 26 aprile 2025    |
| Ueda SkyRace                               | 26 km     | 3 050 m D+ | Ueda, Giappone               | 4 maggio 2025     |
| Tahtalı Run To Sky                         | 27 km     | 2 650 m D+ | Kemer, Turchia               | 10 maggio 2025    |
| Monte Zerbion Skyrace                      | 22 km     | 2 200 m D+ | Châtillon, Italia            | 17 maggio 2025    |
| Hochkönig SkyRace                          | 31 km     | 2 580 m D+ | Maria Alm, Austria           | 31 maggio 2025    |
| SkyRace Gorges du Tarn                     | 25 km     | 1 900 m D+ | Sainte-Enimie, Francia       | 7 giugno 2025     |
| Minotaur SkyRace                           | 33,5 km   | 2 900 m D+ | Crowsnest Pass, Canada       | 21 giugno 2025    |
| Ibarra SkyRace                             | 21 km     | 2 000 m D+ | Ibarra, Ecuador              | 26 giugno 2025    |
| Cordillera Blanca Skyrace                  | 27,5 km   | 1 550 m D+ | Huaraz, Perù                 | 6 luglio 2025     |
| Tatra SkyMarathon                          | 45 km     | 3 300 m D+ | Zakopane, Polonia            | 26 luglio 2025    |
| Matterhorn Ultraks Extreme                 | 27 km     | 3 175 m D+ | Zermatt, Svizzera            | 22 agosto 2025    |
| Saint-Jeoire SkyRace - Trail des 2 Massifs | 30 km     | 2 680 m D+ | Saint-Jeoire, Francia        | 6 settembre 2025  |
| Grigne SkyMarathon                         | 42 km     | 3 600 m D+ | Pasturo, Italia              | 20 settembre 2025 |
| Gorbeia Suzien                             | 32 km     | 2 400 m D+ | Zeanuri, Spagna              | 27 settembre 2025 |
| Mourne Skyline                             | 35 km     | 2 700 m D+ | Newcastle, Gran Bretagna     | 11 ottobre 2025   |
| Mount Kinabalu Climbathon                  | 26 km     | 2 760 m D+ | Kota Kinabalu, Malaysia      | 19 ottobre 2025   |
| 2 Peaks SkyRace                            | 26 km     | 2 470 m D+ | Yeongnam Alps, Corea del Sud | 25 ottobre 2025   |
| Sobrescobio Skyrace                        | 32 km     | 2 100 m D+ | Rio Seco, Spagna             | 26 ottobre 2025   |
| SkyMasters                                 | 42,5 km   | 3 800 m D+ | Eslida-Ain, Spagna           | 8 novembre 2025   |

## Punteggi
Vengono attribuiti punti dal 1° al 30° classificato secondo le seguenti tabelle. Le gare SkyMasters attribuiscono una volta e mezza i punti delle gare SkyRace.
Per la classifica generale vengono sommati i migliori cinque punteggi ottenuti nelle SkyRace e l'eventuale punteggio ottenuto nella SkyMasters. Per qualificarsi alla SkyMasters gli atleti dovranno completare almeno 4 SkyRace e classificarsi nella top-20 in almeno una di esse. In caso di ex aequo al termine della stagione, verrà utilizzato come criterio di classificazione, il miglior piazzamento ottenuto dagli atleti in questione nella SkyMasters.
Al termine della stagione verrà proclamato un solo vincitore della classifica generale Skyrunner World Series maschile e femminile.
I premi in denaro assegnati ai primi 10 classificati maschili e femminili ammontano a 93 800 €, con un premio di 15 000 € per i primi classificati. 
| Pos.                | 1°  | 2°  | 3°  | 4°  | 5° | 6° | 7° | 8° | 9° | 10° | 11° | 12° | 13° | 14° | 15° | 16° | 17° | 18° | 19° | 20° | 21° | 22° | 23° | 24° | 25° | 26° | 27° | 28° | 29° | 30° |
| ------------------- | --- | --- | --- | --- | -- | -- | -- | -- | -- | --- | --- | --- | --- | --- | --- | --- | --- | --- | --- | --- | --- | --- | --- | --- | --- | --- | --- | --- | --- | --- |
| Punteggi SkyRace    |     |     |     |     |    |    |    |    |    |     |     |     |     |     |     |     |     |     |     |     |     |     |     |     |     |     |     |     |     |     |
| Punti               | 100 | 85  | 77  | 69  | 62 | 56 | 50 | 45 | 41 | 37  | 33  | 30  | 27  | 24  | 22  | 19  | 17  | 15  | 13  | 11  | 10  | 9   | 8   | 7   | 6   | 5   | 4   | 3   | 2   | 1   |
| Punteggi SkyMasters |     |     |     |     |    |    |    |    |    |     |     |     |     |     |     |     |     |     |     |     |     |     |     |     |     |     |     |     |     |     |
| Punti               | 150 | 128 | 115 | 103 | 93 | 84 | 75 | 68 | 61 | 55  | 49  | 44  | 40  | 36  | 32  | 29  | 26  | 23  | 20  | 17  | 15  | 13  | 12  | 11  | 10  | 8   | 6   | 5   | 3   | 2   |

## Risultati

### Uomini
| Gara                                       | Lungh.  | Disl. pos. | Vincitore          | Tempo      | 2º classificato         | Tempo      | 3º classificato    | Tempo      |
| ------------------------------------------ | ------- | ---------- | ------------------ | ---------- | ----------------------- | ---------- | ------------------ | ---------- |
| Acantilados del Norte Skyrace              | 29 km   | 2 250 m D+ | Luca Del Pero      | 2h30'08"   | Roberto Delorenzi       | 2h30'17"   | Lorenzo Beltrami   | 2h33'26"   |
| Mexico Sky Challenge                       | 35 km   | 3 555 m D+ | Abraham Hernandez  | 4h18'33"   | Frederic Tranchand      | 4h18'46"   | Jacob Adkin        | 4h42'12"   |
| Calamorro Skyrace                          | 27,5 km | 2 270 m D+ | Luca Del Pero      | 2h24'19"   | Roberto Delorenzi       | 2h26'01"   | Nicolas Molina     | 2h26'56"   |
| Andes Mountain Marathon                    | 35 km   | 3 500 m D+ | Damien Humbert     | 5h11'06"   | Jose Manuel Quispe      | 5h11'08"   | Joel Pumacayo      | 5h12'40"   |
| SkyRace des Matheysins                     | 25 km   | 1 930 m D+ | Alex Oberbacher    | 2h25'50"   | Roberto Delorenzi       | 2h27'20"   | Jan Torrella       | 2h27'28"   |
| Kailas Penang Skyrace                      | 30 km   | 2 283 m D+ | Marcos Villamuera  | 3h45'22"   | Luvsansharav Natsagdorj | 4h00'24"   | Milton Amat        | 4h03'21"   |
| Ueda SkyRace                               | 26 km   | 3 050 m D+ | Ruy Ueda           | 3h33'12"   | Tsubasa Fuji            | 3h52'31"   | Marcel Hoche       | 3h55'53"   |
| Tahtalı Run To Sky                         | 27 km   | 2 650 m D+ | Alain Santamaria   | 2h46'23"   | Nicolas Molina          | 2h47'20"   | Jose Manuel Quispe | 2h50'11"   |
| Monte Zerbion Skyrace                      | 22 km   | 2 200 m D+ | Gianluca Ghiano    | 2h12'54"   | Alex Oberbacher         | 2h15'13"   | Manuel Merillas    | 2h18'27"   |
| Hochkönig SkyRace                          | 31 km   | 2 580 m D+ | Martin Nilsson     | 3h26'59"   | Gianluca Ghiano         | 3h28'02"   | Daniel Antonioli   | 3h31'12"   |
| SkyRace Gorges du Tarn                     | 25 km   | 1 900 m D+ | Luca Del Pero      | 2h23'18"   | Frederic Tranchand      | 2h24'52"   | Finlay Grant       | 2h30'01"   |
| Minotaur SkyRace                           | 33,5 km | 2 900 m D+ | cancellata         | cancellata | cancellata              | cancellata | cancellata         | cancellata |
| Ibarra SkyRace                             | 21 km   | 2 000 m D+ | Alain Santamaria   | 2h36'44"   | Marcelo Olivo           | 2h38'53"   | Jose Manuel Quispe | 2h40'21"   |
| Cordillera Blanca Skyrace                  | 27,5 km | 1 550 m D+ | Jose Manuel Quispe | 2h01'11"   | Jorge Luis Castro       | 2h06'25"   | Alain Santamaria   | 2h07'36"   |
| Tatra SkyMarathon                          | 45 km   | 3 300 m D+ | Martin Nilsson     | 3h22'37"   | Luca Del Pero           | 3h27'20"   | Damien Humbert     | 3h28'02"   |
| Matterhorn Ultraks Extreme                 | 27 km   | 3 175 m D+ |                    |            |                         |            |                    |            |
| Saint-Jeoire SkyRace - Trail des 2 Massifs | 30 km   | 2 680 m D+ |                    |            |                         |            |                    |            |
| Grigne SkyMarathon                         | 42 km   | 3 600 m D+ |                    |            |                         |            |                    |            |
| Gorbeia Suzien                             | 32 km   | 2 400 m D+ |                    |            |                         |            |                    |            |
| Mourne Skyline                             | 35 km   | 2 700 m D+ |                    |            |                         |            |                    |            |
| Mount Kinabalu Climbathon                  | 26 km   | 2 760 m D+ |                    |            |                         |            |                    |            |
| 2 Peaks SkyRace                            | 26 km   | 2 470 m D+ |                    |            |                         |            |                    |            |
| Sobrescobio Skyrace                        | 32 km   | 2 100 m D+ |                    |            |                         |            |                    |            |
| SkyMasters                                 | 42,5 km | 3 800 m D+ |                    |            |                         |            |                    |            |

### Donne
| Gara                                       | Lungh.  | Disl. pos. | Vincitrice         | Tempo      | 2ª classificata     | Tempo      | 3ª classificata    | Tempo      |
| ------------------------------------------ | ------- | ---------- | ------------------ | ---------- | ------------------- | ---------- | ------------------ | ---------- |
| Acantilados del Norte Skyrace              | 29 km   | 2 250 m D+ | Marta Martinez     | 3h02'06"   | Denisa Dragomir     | 3h07'24"   | Oihana Kortazar    | 3h07'57"   |
| Mexico Sky Challenge                       | 35 km   | 3 555 m D+ | Anastasia Rubtsova | 5h04'57"   | Paola Morales       | 5h50'18"   | Alma Jael Mendez   | 6h25'11"   |
| Calamorro Skyrace                          | 27,5 km | 2 270 m D+ | Patricia Pineda    | 3h01'51"   | Denisa Dragomir     | 3h02'43"   | Elisa Desco        | 3h05'13"   |
| Andes Mountain Marathon                    | 35 km   | 3 500 m D+ | Blanca Llumiquinga | 6h07'17"   | Anastasia Rubtsova  | 6h09'41"   | Rosalia Zegarra    | 6h36'28"   |
| SkyRace des Matheysins                     | 25 km   | 1 930 m D+ | Lucille Germain    | 2h51'20"   | Julie Roux          | 2h59'39"   | Marta Martinez     | 3h02'04"   |
| Kailas Penang Skyrace                      | 30 km   | 2 283 m D+ | Iris Pessey        | 4h48'03"   | Simone Brick        | 4h56'48"   | Dulamsuren Myagmar | 5h01'24"   |
| Ueda SkyRace                               | 26 km   | 3 050 m D+ | Takako Takamura    | 4h19'55"   | Iris Pessey         | 4h41'20"   | Suzuha Kusuda      | 4h53'05"   |
| Tahtalı Run To Sky                         | 27 km   | 2 650 m D+ | Anastasia Rubtsova | 3h17'11"   | Carrodilla Cabestre | 3h26'29"   | Naiara Irigoyen    | 3h28'53"   |
| Monte Zerbion Skyrace                      | 22 km   | 2 200 m D+ | Lucille Germain    | 2h40'21"   | Denisa Dragomir     | 2h45'08"   | Fabiola Conti      | 2h48'20"   |
| Hochkönig SkyRace                          | 31 km   | 2 580 m D+ | Lucille Germain    | 4h01'20"   | Denisa Dragomir     | 4h06'50"   | Daniela Oemus      | 4h20'21"   |
| SkyRace Gorges du Tarn                     | 25 km   | 1 900 m D+ | Patricia Pineda    | 3h04'00"   | Celia Barcells      | 3h08'55"   | Alice Bausseron    | 3h10'32"   |
| Minotaur SkyRace                           | 33,5 km | 2 900 m D+ | cancellata         | cancellata | cancellata          | cancellata | cancellata         | cancellata |
| Ibarra SkyRace                             | 21 km   | 2 000 m D+ | Naiara Irigoyen    | 3h13'42"   | Blanca Llumiquinga  | 3h19'20"   | Rosalia Zegarra    | 3h31'04"   |
| Cordillera Blanca Skyrace                  | 27,5 km | 1 550 m D+ | Deisy Castro       | 2h26'51"   | Naiara Irigoyen     | 2h36'51"   | Diana Espinoza     | 2h38'29"   |
| Tatra SkyMarathon                          | 45 km   | 3 300 m D+ | Madalina Amariei   | 2h46'58"   | Denisa Dragomir     | 2h46'58"   | Elena Karanfiloska | 2h49'39"   |
| Matterhorn Ultraks Extreme                 | 27 km   | 3 175 m D+ |                    |            |                     |            |                    |            |
| Saint-Jeoire SkyRace - Trail des 2 Massifs | 30 km   | 2 680 m D+ |                    |            |                     |            |                    |            |
| Grigne SkyMarathon                         | 42 km   | 3 600 m D+ |                    |            |                     |            |                    |            |
| Gorbeia Suzien                             | 32 km   | 2 400 m D+ |                    |            |                     |            |                    |            |
| Mourne Skyline                             | 35 km   | 2 700 m D+ |                    |            |                     |            |                    |            |
| Mount Kinabalu Climbathon                  | 26 km   | 2 760 m D+ |                    |            |                     |            |                    |            |
| 2 Peaks SkyRace                            | 26 km   | 2 470 m D+ |                    |            |                     |            |                    |            |
| Sobrescobio Skyrace                        | 32 km   | 2 100 m D+ |                    |            |                     |            |                    |            |
| SkyMasters                                 | 42,5 km | 3 800 m D+ |                    |            |                     |            |                    |            |

## Classifica generale

### Uomini
| Pos. | Atleta             | Spagna (bandiera) | Messico (bandiera) | Spagna (bandiera) | Cile (bandiera) | Francia (bandiera) | Malaysia (bandiera) | Giappone (bandiera) | Turchia (bandiera) | Italia (bandiera) | Austria (bandiera) | Francia (bandiera) | Ecuador (bandiera) | Perù (bandiera) | Polonia (bandiera) | Svizzera (bandiera) | Francia (bandiera) | Italia (bandiera) | Spagna (bandiera) | Regno Unito (bandiera) | Malaysia (bandiera) | Corea del Sud (bandiera) | Spagna (bandiera) | Spagna (bandiera) | Totale |
| ---- | ------------------ | ----------------- | ------------------ | ----------------- | --------------- | ------------------ | ------------------- | ------------------- | ------------------ | ----------------- | ------------------ | ------------------ | ------------------ | --------------- | ------------------ | ------------------- | ------------------ | ----------------- | ----------------- | ---------------------- | ------------------- | ------------------------ | ----------------- | ----------------- | ------ |
| 1    | Luca Del Pero      | 100               |                    | 100               |                 | 69                 |                     |                     |                    |                   |                    | 100                |                    |                 | 85                 |                     |                    |                   |                   |                        |                     |                          |                   |                   | 454    |
| 2    | Jose Manuel Quispe |                   |                    |                   | 85              |                    |                     |                     | 77                 | 41                |                    |                    | 77                 | 100             |                    |                     |                    |                   |                   |                        |                     |                          |                   |                   | 380    |
| 3    | Frederic Tranchand |                   | 85                 |                   | 69              | 62                 |                     |                     |                    |                   |                    | 85                 |                    |                 |                    |                     |                    |                   |                   |                        |                     |                          |                   |                   | 301    |
| 4    | Alain Santamaria   |                   |                    |                   |                 |                    |                     |                     | 100                |                   |                    |                    | 100                | 77              |                    |                     |                    |                   |                   |                        |                     |                          |                   |                   | 277    |
| 5    | Roberto Delorenzi  | 85                |                    | 85                |                 | 85                 |                     |                     |                    |                   |                    |                    |                    |                 |                    |                     |                    |                   |                   |                        |                     |                          |                   |                   | 255    |
| 6    | Martin Nilsson     |                   |                    | 24                |                 |                    |                     |                     |                    | 22                | 100                |                    |                    |                 | 100                |                     |                    |                   |                   |                        |                     |                          |                   |                   | 246    |
| 7    | Alex Oberbacher    |                   |                    |                   |                 | 100                |                     |                     |                    | 85                | 45                 |                    |                    |                 |                    |                     |                    |                   |                   |                        |                     |                          |                   |                   | 230    |
| 8    | Abraham Hernandez  |                   | 100                |                   | 50              |                    |                     |                     |                    |                   |                    |                    |                    | 69              |                    |                     |                    |                   |                   |                        |                     |                          |                   |                   | 219    |
| 9    | Nicolas Molina     | 41                |                    | 77                |                 |                    |                     |                     | 85                 |                   |                    |                    |                    |                 |                    |                     |                    |                   |                   |                        |                     |                          |                   |                   | 213    |
| 10   | Manuel Merillas    | 56                |                    |                   | 62              |                    |                     |                     |                    | 77                |                    |                    |                    |                 |                    |                     |                    |                   |                   |                        |                     |                          |                   |                   | 195    |
| 11   | Daniel Antonioli   |                   |                    |                   |                 | 45                 |                     |                     |                    | 69                | 77                 |                    |                    |                 |                    |                     |                    |                   |                   |                        |                     |                          |                   |                   | 191    |
| 12   | Gianluca Ghiano    |                   |                    |                   |                 | 3                  |                     |                     |                    | 100               | 85                 |                    |                    |                 |                    |                     |                    |                   |                   |                        |                     |                          |                   |                   | 188    |
| 13   | Damien Humbert     |                   |                    |                   | 100             |                    |                     |                     |                    |                   |                    |                    |                    |                 | 77                 |                     |                    |                   |                   |                        |                     |                          |                   |                   | 177    |
| 14   | Marcos Villamuera  |                   |                    | 62                |                 |                    | 100                 |                     |                    |                   |                    |                    |                    |                 |                    |                     |                    |                   |                   |                        |                     |                          |                   |                   | 162    |
| 15   | Lucien Mermillon   |                   |                    |                   |                 | 37                 |                     |                     |                    | 45                |                    | 69                 |                    |                 |                    |                     |                    |                   |                   |                        |                     |                          |                   |                   | 151    |
| 16   | Miguel Benitez     | 69                |                    | 69                |                 |                    |                     |                     |                    |                   |                    |                    |                    |                 |                    |                     |                    |                   |                   |                        |                     |                          |                   |                   | 138    |
| 17   | Alejandro Forcades | 62                |                    | 56                |                 |                    |                     |                     |                    |                   | 19                 |                    |                    |                 |                    |                     |                    |                   |                   |                        |                     |                          |                   |                   | 147    |
| 17   | Jacob Adkin        |                   | 77                 |                   |                 | 56                 |                     |                     |                    |                   |                    |                    |                    |                 |                    |                     |                    |                   |                   |                        |                     |                          |                   |                   | 133    |
|      | Blake Turner       |                   |                    |                   |                 |                    | 69                  | 41                  |                    |                   |                    |                    |                    |                 |                    |                     |                    |                   |                   |                        |                     |                          |                   |                   | 110    |
|      | Ruy Ueda           |                   |                    |                   |                 |                    |                     | 100                 |                    |                   |                    |                    |                    |                 |                    |                     |                    |                   |                   |                        |                     |                          |                   |                   | 100    |

### Donne
| Pos. | Atleta              | Spagna (bandiera) | Messico (bandiera) | Spagna (bandiera) | Cile (bandiera) | Francia (bandiera) | Malaysia (bandiera) | Giappone (bandiera) | Turchia (bandiera) | Italia (bandiera) | Austria (bandiera) | Francia (bandiera) | Ecuador (bandiera) | Perù (bandiera) | Polonia (bandiera) | Svizzera (bandiera) | Francia (bandiera) | Italia (bandiera) | Spagna (bandiera) | Regno Unito (bandiera) | Malaysia (bandiera) | Corea del Sud (bandiera) | Spagna (bandiera) | Spagna (bandiera) | Totale |
| ---- | ------------------- | ----------------- | ------------------ | ----------------- | --------------- | ------------------ | ------------------- | ------------------- | ------------------ | ----------------- | ------------------ | ------------------ | ------------------ | --------------- | ------------------ | ------------------- | ------------------ | ----------------- | ----------------- | ---------------------- | ------------------- | ------------------------ | ----------------- | ----------------- | ------ |
| 1    | Denisa Dragomir     | 85                |                    | 85                |                 |                    |                     |                     |                    | 85                | 85                 |                    |                    |                 | 85                 |                     |                    |                   |                   |                        |                     |                          |                   |                   | 425    |
| 2    | Naiara Irigoyen     | 62                |                    |                   |                 |                    |                     |                     | 77                 |                   |                    |                    | 100                | 85              |                    |                     |                    |                   |                   |                        |                     |                          |                   |                   | 324    |
| 3    | Lucille Germain     |                   |                    |                   |                 | 100                |                     |                     |                    | 100               | 100                |                    |                    |                 |                    |                     |                    |                   |                   |                        |                     |                          |                   |                   | 300    |
| 4    | Anastasia Rubtsova  |                   | 100                |                   | 85              |                    |                     |                     | 100                |                   |                    |                    |                    |                 |                    |                     |                    |                   |                   |                        |                     |                          |                   |                   | 285    |
| 5    | Patricia Pineda     |                   |                    | 100               |                 | 62                 |                     |                     |                    |                   |                    | 100                |                    |                 |                    |                     |                    |                   |                   |                        |                     |                          |                   |                   | 262    |
| 6    | Iris Pessey         | 37                |                    | 11                |                 |                    | 100                 | 85                  |                    |                   | 27                 |                    |                    |                 |                    |                     |                    |                   |                   |                        |                     |                          |                   |                   | 260    |
| 7    | Marta Martinez      | 100               |                    | 69                |                 | 77                 |                     |                     |                    |                   |                    |                    |                    |                 |                    |                     |                    |                   |                   |                        |                     |                          |                   |                   | 246    |
| 8    | Blanca Llumiquinga  |                   |                    |                   | 100             |                    |                     |                     |                    |                   |                    |                    | 85                 | 37              |                    |                     |                    |                   |                   |                        |                     |                          |                   |                   | 222    |
| 9    | Alice Bausseron     |                   |                    |                   |                 | 50                 |                     |                     |                    | 56                |                    | 77                 |                    |                 |                    |                     |                    |                   |                   |                        |                     |                          |                   |                   | 183    |
| 10   | Ariadna Fenes       | 56                |                    | 50                |                 |                    |                     |                     |                    |                   | 62                 |                    |                    |                 |                    |                     |                    |                   |                   |                        |                     |                          |                   |                   | 168    |
| 11   | Paola Morales       |                   | 85                 |                   | 69              |                    |                     |                     |                    |                   |                    |                    |                    |                 |                    |                     |                    |                   |                   |                        |                     |                          |                   |                   | 154    |
| 12   | Lide Urrestarazu    | 69                |                    | 56                |                 | 22                 |                     |                     |                    |                   |                    |                    |                    |                 |                    |                     |                    |                   |                   |                        |                     |                          |                   |                   | 147    |
| 13   | Carrodilla Cabestre |                   |                    | 62                |                 |                    |                     |                     | 85                 |                   |                    |                    |                    |                 |                    |                     |                    |                   |                   |                        |                     |                          |                   |                   | 147    |
| 14   | Simone Brick        |                   |                    |                   |                 |                    | 85                  | 62                  |                    |                   |                    |                    |                    |                 |                    |                     |                    |                   |                   |                        |                     |                          |                   |                   | 147    |
| 15   | Nikola Matkova      |                   |                    | 15                |                 |                    |                     | 69                  | 62                 |                   |                    |                    |                    |                 |                    |                     |                    |                   |                   |                        |                     |                          |                   |                   | 146    |
| 16   | Martina Cumerlato   |                   |                    |                   |                 |                    |                     |                     |                    | 62                | 69                 |                    |                    |                 |                    |                     |                    |                   |                   |                        |                     |                          |                   |                   | 131    |
|      | Takamura Takako     |                   |                    |                   |                 |                    |                     | 100                 |                    |                   |                    |                    |                    |                 |                    |                     |                    |                   |                   |                        |                     |                          |                   |                   | 100    |
|      | Deisy Castro        |                   |                    |                   |                 |                    |                     |                     |                    |                   |                    |                    |                    | 100             |                    |                     |                    |                   |                   |                        |                     |                          |                   |                   | 100    |
|      | Madalina Amariei    |                   |                    |                   |                 |                    |                     |                     |                    |                   |                    |                    |                    |                 | 100                |                     |                    |                   |                   |                        |                     |                          |                   |                   | 100    |